# Grady Wilson
Grady (Baxter) Wilson (* 1919; † 30. Oktober 1987 in Charlotte, North Carolina) war ein US-amerikanischer evangelikaler Pastor, Erweckungsprediger und Vorstandsmitglied der Billy Graham Evangelistic Association.

## Leben
Wilson hatte im Jahr 1934 ein Bekehrungserlebnis während einer Veranstaltung mit dem baptistischen Erweckungsprediger Mordecai Fowler Ham, bei der auch sein Jugendfreund Billy Graham gläubig wurde. Er begann zu predigen und besuchte das Bob Jones College in Greenville. 1938 wurde er in einer Baptistenkirche zum Pastor ordiniert, 1943 schloss er sein Studium am Wheaton College ab. Wilson war nach seinem Studium in verschiedenen Kirchen als Pastor angestellt, bevor er sich 1943 dazu entschied, Billy Graham bei seinen evangelistischen Veranstaltungen zu unterstützen. Seit der Gründung der Billy Graham Evangelistic Association im Jahr 1950 war Wilson Mitglied des Vorstands und zudem als Evangelist für die Organisation tätig. Er starb am 30. Oktober 1987 im Alter von 68 Jahren in Charlotte, North Carolina an Herzinsuffizienz.